# Кароліна Вільгельміна Софія Гессен-Кассельська
Кароліна Вільгельміна Софія Гессен-Кассельська (нім. Caroline Wilhelmina Sophia von Hessen-Kassel, 10 травня 1732 — 22 травня 1759) — принцеса Гессен-Кассельська, донька принца Максиміліана Гессен-Кассельського та принцеси Гессен-Дармштадтської Фредеріки Шарлотти, дружина князя Ангальт-Цербстського Фрідріха Августа.

## Біографія
Народилась 10 травня 1732 року у Касселі. Була найменшою, сьомою, дитиною та шостою донькою в родині принца Гессен-Кассельського Максиміліана та його дружини Фредеріки Шарлотти Гессен-Дармштадтської. Мала старших сестер Ульріку Фредеріку, Крістіну Шарлотту та Вільгельміну. Інші діти померли в ранньому віці до її народження.
Мешкало сімейство у Міському палаці Касселя. Літньою резиденцією слугував замок Єсберг, біля якої Максиміліан створив парк розваг для своїх доньок, що отримав назву «Сад принцес». До 1739 року дівчатка також часто гостювали із матір'ю у свого діда Ернста Людвіга, який правив Гессен-Дармштадтом. Загалом родина вела розкішне життя, що зрештою призвело до боргів. Батько, будучи пристрастним музикантом, мав власний великий придворний оркестр.
У 1752 році двоє з сестер Кароліни Вільгельміни вийшли заміж, а навесні 1753 року помер батько. Матір більше не одружувалася.
У 21 роки Кароліна Вільгельміна Софія стала дружиною 19-річного князя Ангальт-Цербстського Фрідріха Августа. Весілля пройшло 17 листопада 1753 року у Цербсті. Шлюб мав на меті укріпити роль Гессену в династичній структурі провідних королівських домів Північної Європи. Наречений отримав добре виховання та був відомий палким характером. Дітей у подружжя не з'явилося.

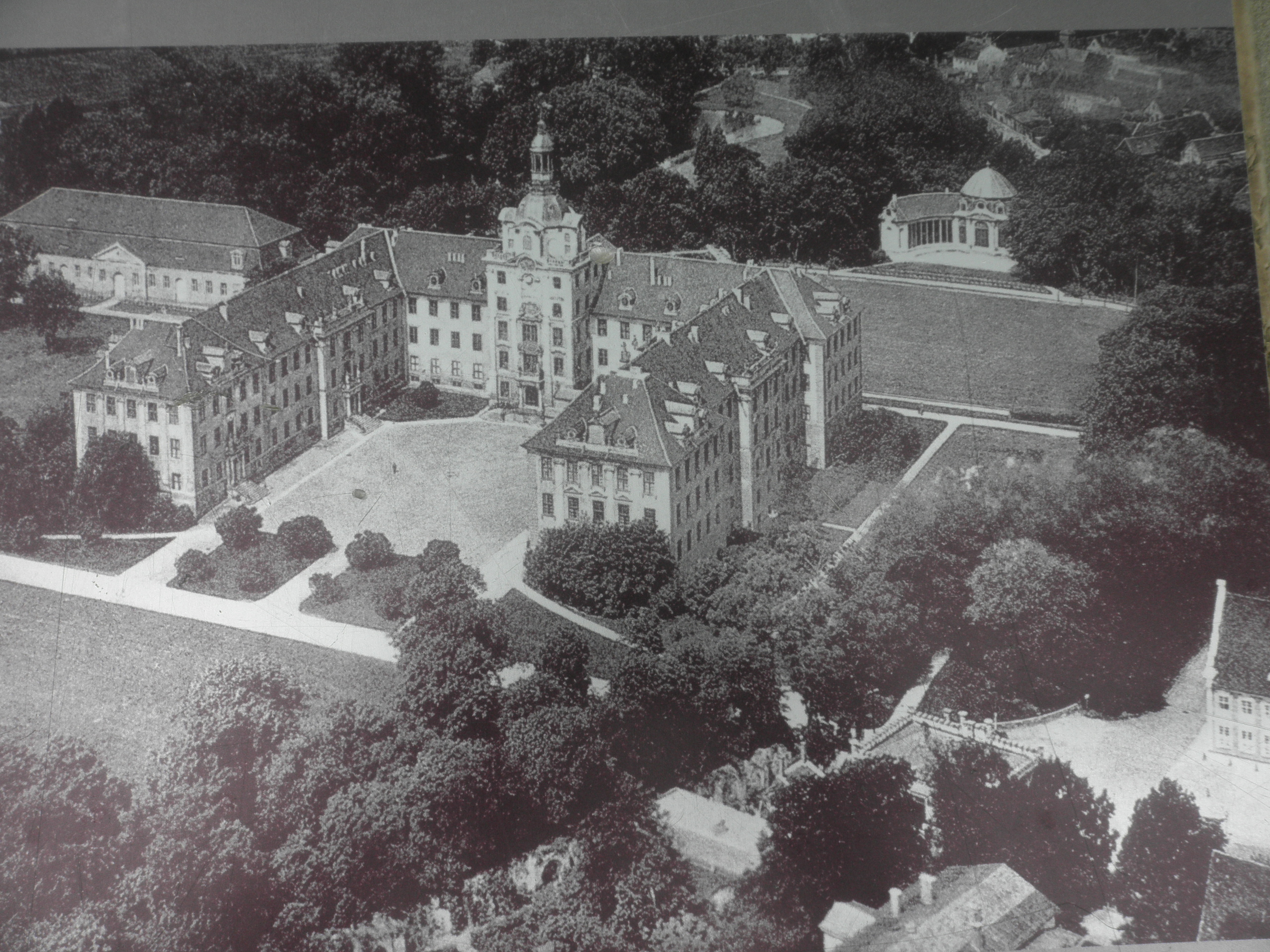
Замок Цербст

Оскільки Фрідріх Август перебував на імперській військовій службі, з початком Семирічної війни, навесні 1756 року, він залишив країну. Князівство у лютому 1758 року, в основному, було окуповане прусськими військами. Кароліна Вільгельміна Софія залишилась у замку Цербст, де і померла 22 травня 1759 року.
Була похована 26 травня 1759 року в крипті замкової кірхи Цербсту, яка була зруйнована у 1945 році. Від 1946 року місцем її останнього спочинку є князівська крипта у кірсі Святого Бартоломея в тому ж місті.
Фрідріх Август, який так і не повернувся до своїх володінь, у 1764 році одружився із принцесою Ангальт-Бернбургу Фредерікою Августою, однак в цьому шлюбі також не мав нащадків. Після його смерті землі Ангальт-Цербсту були поділені між Ангальт-Бернбургом, Ангальт-Кетеном та Ангальт-Дессау.